# Newcastle (Newry, Mourne y Down)
Newcastle es una localidad situada en el distrito de Newry, Mourne y Down de Irlanda del Norte (Reino Unido), con una población en 2011 de 7743 habitantes.
Se encuentra ubicada al sureste de Irlanda del Norte, a poca distancia de la costa del mar de Irlanda (océano Atlántico), al sur de Belfast —la capital de Irlanda del Norte—, y de la frontera con República de Irlanda, concretamente con el condado de Louth.